# 呉琪銘
呉 琪銘（ご きめい、ウー チーミン、1963年〈民国52年〉2月24日 - ）は、中華民国（台湾）の政治家。民主進歩党所属の立法委員。

## 経歴
2005年、台北県議員選挙に台湾団結連盟から立候補し、初当選した。
2008年、台湾団結連盟を離党し、民進党に入党した。
2010年、改制後の新北市議員選挙でも当選した。その後再選され、2期務める。
2016年の第9回立法委員選挙でも新北市第十選挙区から立候補し、10万票以上の得票数で初当選した。2020年の第10回立法委員選挙でも再選された。
2024年の第11回立法委員選挙では、国民党候補を破り、同選挙区最高得票数で再選された。

## 選挙記録
| 年度 | 選挙                   | 選挙区                 | 所属政党     | 得票数  | 得票率 | 当選 | 注釈 |
| ---- | ---------------------- | ---------------------- | ------------ | ------- | ------ | ---- | ---- |
| 2002 | 第17回土城市民代表選挙 | 台北県土城市           | 台湾団結連盟 | 4,121   | 8.63%  |      |      |
| 2005 | 任務型国民大会代表選挙 | 任務型国民大会代表選挙 | 台湾団結連盟 | 273,147 | 7.05%  |      |      |
| 2005 | 第16回台北県議員選挙   | 第四選挙区             | 台湾団結連盟 | 14,904  | 5.83%  |      |      |
| 2010 | 第1回新北市議員選挙    | 第七選挙区             | 民主進歩党   | 33,978  | 11.16% |      |      |
| 2014 | 第2回新北市議員選挙    | 第七選挙区             | 民主進歩党   | 30,103  | 10.56% |      |      |
| 2016 | 第9回立法委員選挙      | 新北市第十選挙区       | 民主進歩党   | 102,854 | 58.50% |      |      |
| 2020 | 第10回立法委員選挙     | 新北市第十選挙区       | 民主進歩党   | 92,665  | 44.77% |      |      |
| 2024 | 第11回立法委員選挙     | 新北市第十選挙区       | 民主進歩党   | 103,437 | 50.58% |      |      |